# Guillaume Nicloux
Guillaume Nicloux (3 agosto 1966) è un regista, scrittore, sceneggiatore e attore francese.
Ha scritto complessivamente 9 romanzi.

## Filmografia

### Regista
- Les enfants volants (1991)
- La vie crevée (1992)
- Faut pas rire du bonheur (1994)
- Le poulpe (1998)
- Scénarios sur la drogue – serie TV, 1 episodio (2000)
- Les redoutables – serie TV, 1 episodio (2000)
- Une affaire privée - Una questione privata (Une affaire privée) (2002)
- Violenza estrema (Cette femme-là) (2003)
- L'eletto (Le concile de pierre) (2006)
- La clef (2007)
- Suite noire – serie TV, 1 episodio (2009)
- Holiday (2010)
- L'affaire Gordji, histoire d'une cohabitation – film TV (2012)
- La religiosa (La religieuse) (2013)
- L'enlèvement de Michel Houellebecq (2014)
- Valley of Love (2015)
- The End (2016)
- I confini del mondo (Les confins du monde) (2018)
- C'era una seconda volta (Il était une seconde fois) – miniserie TV (2019)
- Thalasso (2019)
- I re della truffa (Les rois de l'arnaque) (2021) - documentario
- La Tour (2022)
- La Petite (2023)
- Dans la peau de Blanche Houellebecq (2024)
- Sarah Bernhardt, la divine (2024)

### Sceneggiatore
- Les enfants volants, regia di Guillaume Nicloux (1991)
- Faut pas rire du bonheur, regia di Guillaume Nicloux (1995)
- Le poulpe, regia di Guillaume Nicloux (1998)
- Une affaire privée, regia di Guillaume Nicloux (2002)
- Blanche, regia di Bernie Bonvoisin (2002)
- Violenza estrema (Cette femme-là), regia di Guillaume Nicloux (2003)
- L'eletto (Le concile de pierre), regia di Guillaume Nicloux (2006)
- La clef, regia di Guillaume Nicloux (2007)
- Holiday, regia di Guillaume Nicloux (2010)
- I confini del mondo (Les confins du monde), regia di Guillaume Nicloux (2018)

### Attore
- Seul contre tous, regia di Gaspar Noé (1998)
- Les redoutables - serie TV, 1 episodio (2000)
- Violenza estrema (Cette femme-là), regia di Guillaume Nicloux (2003)
- Cliente, regia di Josiane Balasko (2008)